# Andrea Becerra
Andrea Maya Becerra Arizaga (Guadalajara, 25 de julio de 2000) es una deportista mexicana que compite en tiro con arco, en la modalidad de arco compuesto. Ganó tres medallas en el Campeonato Mundial de Tiro con Arco al Aire Libre, bronce en 2021 y dos platas en 2023.
La arquera mexicana ganó la medalla de oro en la final de tiro con arco  en los Juegos Mundiales de 2025.

## Trayectoria deportiva
Su acercamiento a la disciplina del tiro con arco inició en su infancia, cuando ingresó a un curso de verano y tomó su primera clase de tiro con arco.
La participación de Andrea en la Universiada Mundial que se llevó a cabo en Nápoles durante el año 2019 la llevó a obtener una medalla de oro al ganar la final de arco compuesto individual femenino al vencer a la surcoreana So Chae-Won por 146-141. Ese mismo año participó en los Juegos Panamericanos de Lima, en los que obtuvo una medalla de plata por la misma categoría.
Posteriormente, en el año 2021 obtuvo el bronce en el Campeonato Mundial de Yankton; en 2022 compitió en individual y equipo mixto compuesto en los Juegos Mundiales de Birmingham sin lograr medallas. 2023 fue el año en el que alcanzó dos medallas de plata en el Campeonato Mundial de Berlín en competencia individual y equipo femenino, respectivamente y una medalla de plata en los Juegos Centroamericanos y del Caribe que se celebraron en El Salvador.
En 2024, en la modalidad compuesto individual femenil logró su primera medalla invididual en el Serial de Copas del Mundo de World Archery y obtuvo una medalla de plata en Shangai, una competencia en la que empató 146-146 contra la arquera de la India Jyothi Vennam en un duelo definido por "flecha de oro"; también obtuvo una medalla de plata en Yecheon, contra Seungyeon Han, al lograr un puntaje de 159-151 y una de bronce en el Campeonato Panamericano de Medellín. Ese mismo año obtuvo el Premio a la Precisión 2024, por acumular 320 flechas perfectas (Shangai, 119; Yecheon, 110; Antalya, 91), además, en la Final de la Copa del Mundo en Tlaxcala obtuvo un cuarto lugar.
En el año 2025 alcanzó el número 1 del ranking mundial en la modalidad compuesto individual femenino tras sus resultados con un puntaje de 325.5 puntos en la Copa del Mundo de Florida llevada a cabo el mismo año, también logró el oro por equipos y se convirtió en la primera arquera mexicana en ser doble campeona mundial en un mismo torneo. 

## Palmarés internacional
| Campeonato Mundial al Aire Libre | Campeonato Mundial al Aire Libre | Campeonato Mundial al Aire Libre | Campeonato Mundial al Aire Libre |
| Año                              | Lugar                            | Medalla                          | Prueba                           |
| -------------------------------- | -------------------------------- | -------------------------------- | -------------------------------- |
| 2021                             | Yankton (Estados Unidos)         | Medalla de bronce                | Individual                       |
| 2023                             | Berlín (Alemania)                | Medalla de plata                 | Individual                       |
| 2023                             | Berlín (Alemania)                | Medalla de plata                 | Equipo                           |